# Konfokale Endomikroskopie
Die konfokale Endomikroskopie (engl.: Confocal Laser Endomicroscopy) ist eine Untersuchungsmethode im Rahmen von endoskopischen Untersuchungen in der Medizin. Sie ermöglicht zwar eine der Standardhistologie unterlegene Gewebediagnostik während einer endoskopischen Untersuchung, Vergleichsuntersuchungen zwischen CLE und der regulären Standardbiopsie zeigen jedoch eine hohe Sensitivität und Spezifität. Dies könnte die Biopsieentnahme gezielter machen und somit die Gesamtzahl der regulären Biopsien reduzieren.

## Anwendungsgebiete
In der Gastroenterologie wird die CLE vorwiegend bei Screeninguntersuchungen des Barrettösophagus eingesetzt. Hier zeigt sich eine hohe Sicherheit bei der Diagnose von neoplastischen Veränderungen. Erste positive Erfahrungen wurden auch in der Diagnostik von Gallengangskarzinomen beschrieben.